# ویلیام پرونیه
ویلیام پرونیه (فرانسوی: William Prunier‎؛ زادهٔ ۱۴ اوت ۱۹۶۷) بازیکن سابق و مربی فوتبال اهل فرانسه است.
از باشگاه‌هایی که در آن بازی کرده‌است می‌توان به باشگاه فوتبال مون‌پلیه، باشگاه ورزشی السیلیه، باشگاه فوتبال اوسر، باشگاه فوتبال المپیک مارسی، باشگاه فوتبال منچستر یونایتد، باشگاه فوتبال ناپولی، باشگاه فوتبال بوردو، باشگاه فوتبال تولوز، باشگاه فوتبال کپنهاگن و باشگاه فوتبال هارت آف میدلوتیان اشاره کرد.
وی همچنین در تیم ملی فوتبال فرانسه بازی کرده‌است.